# Dorohusk (gromada)
Dorohusk – dawna gromada, czyli najmniejsza jednostka podziału terytorialnego Polskiej Rzeczypospolitej Ludowej w latach 1954–1972.
Gromady, z gromadzkimi radami narodowymi (GRN) jako organami władzy najniższego stopnia na wsi, funkcjonowały od reformy reorganizującej administrację wiejską przeprowadzonej jesienią 1954 do momentu ich zniesienia z dniem 1 stycznia 1973, tym samym wypierając organizację gminną w latach 1954–1972.
Gromadę Dorohusk z siedzibą GRN w Dorohusku utworzono – jako jedną z 8759 gromad na obszarze Polski – w powiecie chełmskim w woj. lubelskim na mocy uchwały nr 7 WRN w Lublinie z dnia 5 października 1954. W skład jednostki weszły obszary dotychczasowych gromad Berdyszcze wieś, Dorohusk osada, Dorohusk wieś, Teosin i Zalisocze ze zniesionej gminy Turka oraz obszary dotychczasowych gromad Okopy wieś i Okopy kol. ze zniesionej gminy Świerże w tymże powiecie. Dla gromady ustalono 27 członków gromadzkiej rady narodowej.
1 stycznia 1958 do gromady Dorohusk włączono kolonię Rozkosz i kolonię Świerże ze zniesionej gromady Wólka Okopska w tymże powiecie.
1 stycznia 1963 do gromady Dorohusk włączono wieś, kolonię, POM, oraz stację kolejową Brzeźno z gromady Okszów w tymże powiecie.
Gromada przetrwała do końca 1972 roku, czyli do kolejnej reformy gminnej. 1 stycznia 1973 w powiecie chełmskim utworzono gminę Dorohusk.